# Ophioglossum vulgatum
Espèce
Ophioglossum vulgatum, aussi appelée Ophioglosse commun, Ophioglosse vulgaire, Ophioglosse des Alpes, Langue de serpent, ou Herbe sans couture, est une fougère de la famille des Ophioglossaceae. Sa particularité est de posséder une seule fronde entière, stérile, qui engaine une fronde fertile très modifiée. Elle est rare mais ubiquiste, vivant dans la plupart des zones tempérées de l'hémisphère nord.

## Description morphologique

### Appareil végétatif

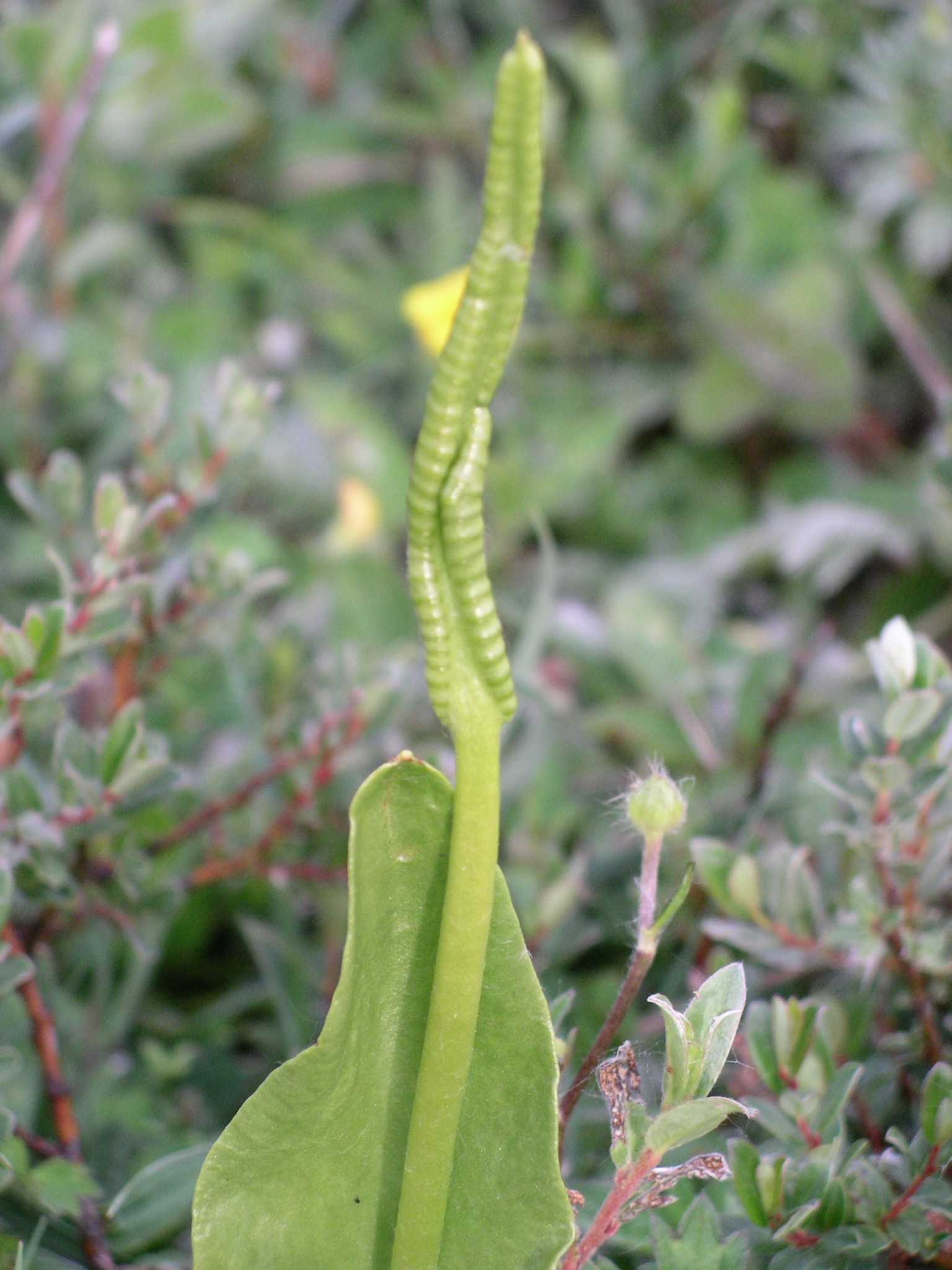
Ophioglossum vulgatum, détail de l'épi.

L'Ophioglosse commun présente une seule fronde non persistante qui apparaît chaque année à partir d'un rhizome souterrain court et dressé. Cette fronde stérile est ovale, glabre, et elle présente une certaine ressemblance avec une feuille de tulipe. Elle engaine le pétiole de la fronde fertile lors de la croissance de cette dernière. L'ensemble de la plante disparaît rapidement après la libération des spores finement tuberculeuses.

### Appareil reproducteur
Au cours de la croissance, il se développe une fronde fertile (= "épi"), réduite à son rachis et donc de forme linéaire, qui porte les sporanges. Cet "épi" est beaucoup plus long que la fronde mais ce n'est pas la règle générale (de nombreuses exceptions sont souvent rencontrées dans la nature). Les spores sont libérées entre juin et juillet par anémochorie.
Un épi mesure entre 2 et 4 cm de long, et porte entre 10 et 35 paires de sporanges soudés entre eux ; ces derniers ne sont pas protégés par une indusie. Chaque sporange est de forme globuleuse ; la déhiscence se réalise sans la présence d'un anneau de déhiscence.

## Répartition et habitat
L'Ophioglosse commun vit sur des sols pauvres, souvent calcaires, dans les prairies humides, les fossés, les forêts des bords de rivières. Cette fougère se rencontre souvent sur des sols soumis à d'importantes variations d'humidité. Elle est considérée comme caractéristique de l'association végétale Junco-Molinion (prairie humide, oligotrophe, acide, à Molinia caerulea).
Même si c'est une fougère rare, l'Ophioglosse commun se trouve dans les régions de plaine en Europe, dans les zones tempérées de l'Asie, en Algérie, à Madère et aux Açores, ainsi qu'en Amérique du Nord.

## Protection
Cette fougère est rare et protégée dans de nombreuses régions françaises (Alsace, Haute-Normandie, Provence-Alpes-Côte d'Azur, Limousin, Rhône-Alpes, Bretagne, Lorraine, Picardie, Centre). Elle est protégée également en Suisse, où, bien que présente dans de nombreuses régions, elle est considérée comme menacée et rare partout.

## Usages
Dans la pharmacopée ancienne, cette fougère avait une réputation de plante vulnéraire. Les frondes stériles étaient utilisées pour fabriquer une pommade contre les blessures,.

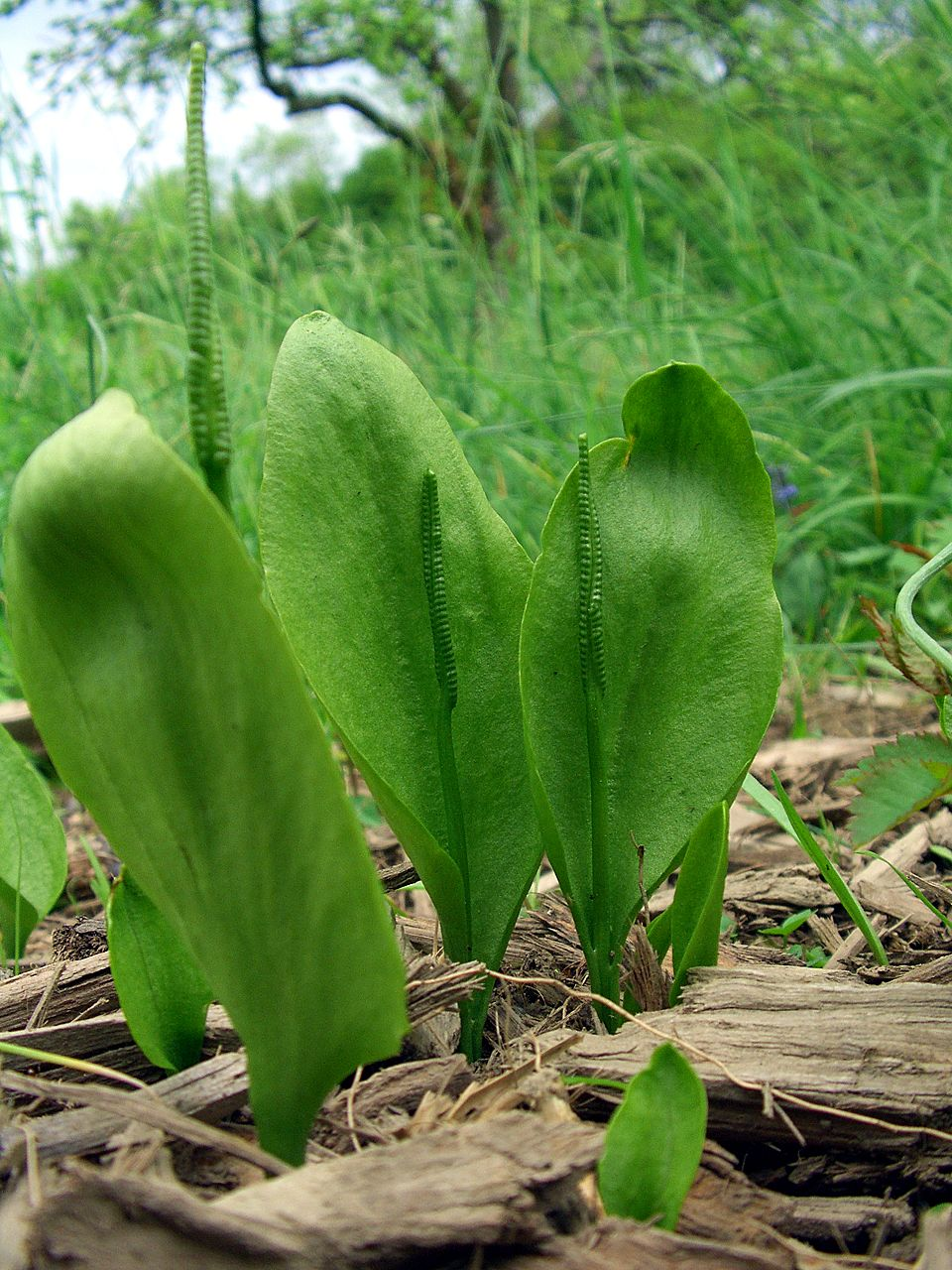
Ophioglossum vulgatum
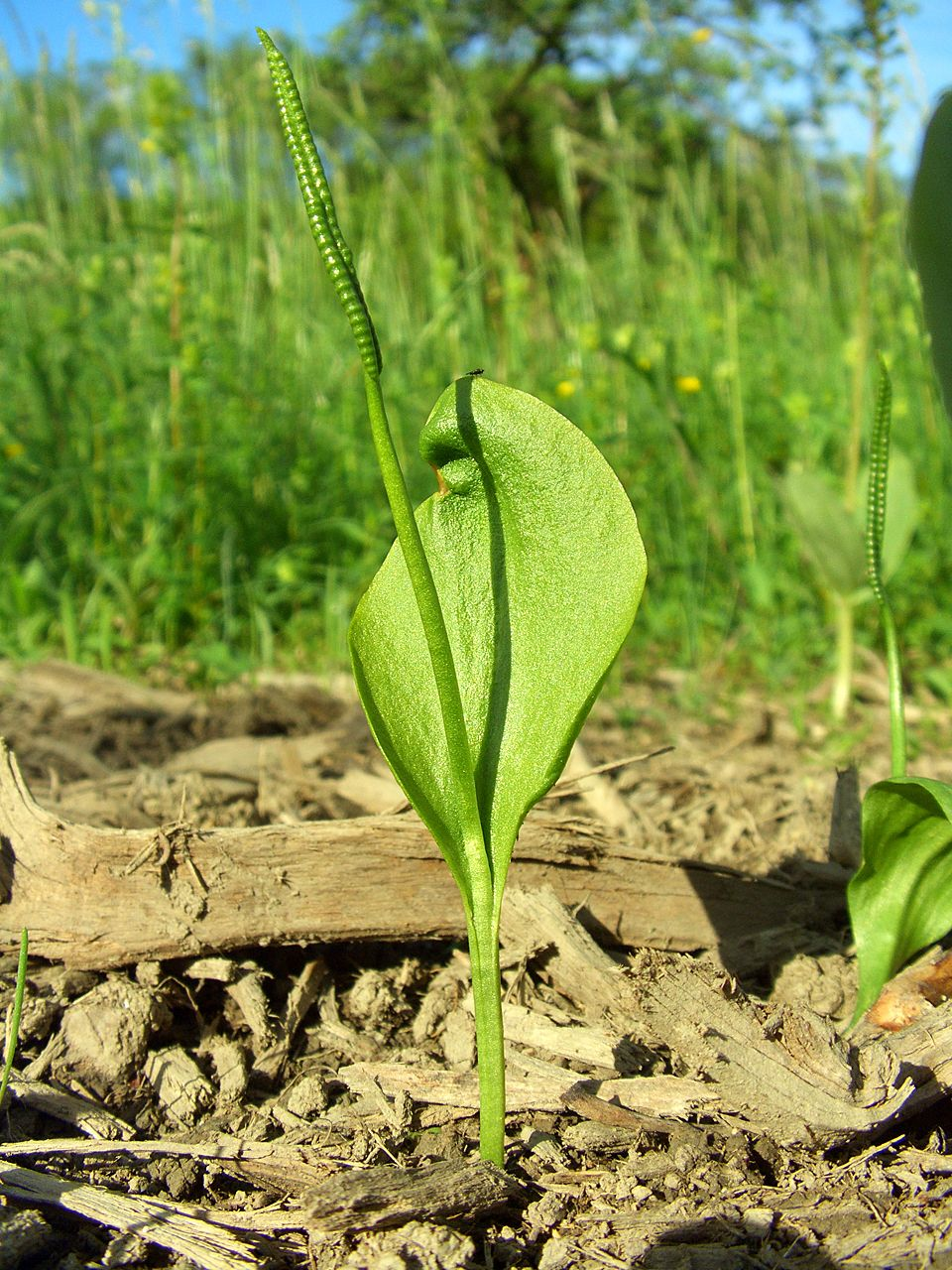
Ophioglossum vulgatum